# Karin Kavli
Karin Kavli (21 de junio de 1906 - 8 de marzo de 1990) fue una actriz y directora de nacionalidad sueca.

## Biografía
Su verdadero nombre era Karin Kristina Margareta Carlson, y nació en Bromma, Estocolmo (Suecia), siendo su padre Olav Kavli, fundador de la empresa alimentaria Kavli. Kavli estudió en la escuela del Teatro Dramaten entre 1926 y 1929. Debutó en ese teatro con la obra de Henrik Ibsen Peer Gynt, y siguió trabajando en el Dramaten hasta el año 1988, aunque con largas interrupciones durante las cuales se ocupó en el Vasateatern y en el Stadsteater de Helsingborg. Además, fue directora del Teatro Municipal de Gotemburgo entre 1953 y 1962. En los períodos estivales actuaba en teatros en los folkpark suecos, y dirigió una compañía teatral propia. También actuó en giras de manera regular con el Folkparksteatern desde 1938 a 1952. 
Karin Kavli falleció en Estocolmo en el año 1990. Fue enterrada en el Cementerio de la Iglesia de Bromma de esa ciudad. Había estado casada con el director Knut Kavli desde 1935.

## Premios
- 1942 : Beca Gösta Ekman
- 1978 : Litteris et Artibus
- 1981 : Premio Teatral de la Academia Sueca

## Filmografía
- 1933 : Kanske en diktare
- 1933 : Farmors revolution
- 1935 : Valborgsmässoafton
- 1935 : Under falsk flagg
- 1938 : En kvinnas ansikte
- 1939 : Efterlyst
- 1941 : Bara en kvinna
- 1942 : Gula kliniken
- 1943 : Som du vill ha mej
- 1943 : Ombyte av tåg
- 1944 : ...och alla dessa kvinnor
- 1945 : Lidelse
- 1951 : Dårskapens hus
- 1962 : Generalskan (TV)

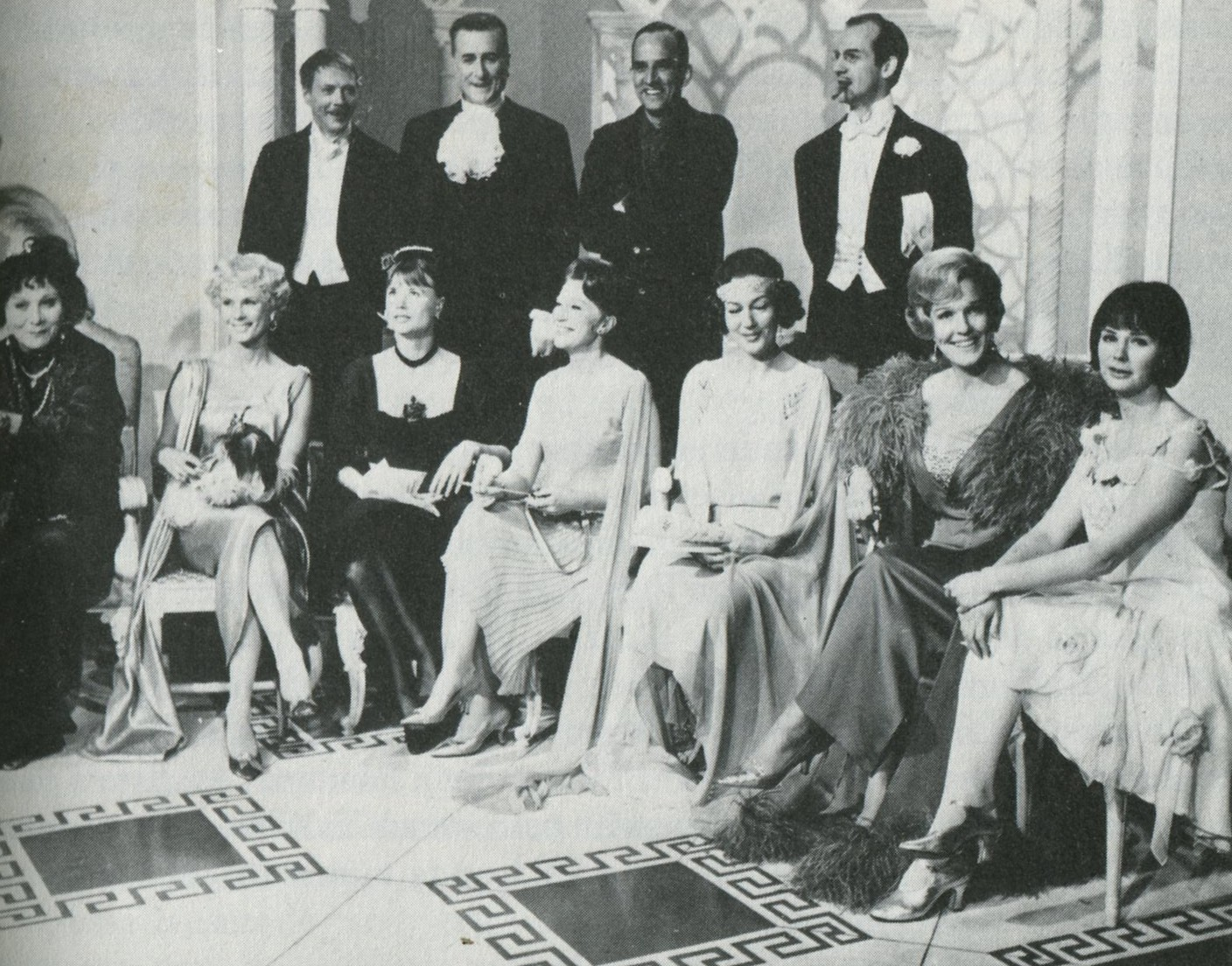
Componentes de la película För att inte tala om alla dessa kvinnor (1964). De pie, de izq. a der.: Allan Edwall, Georg Funkquist, Ingmar Bergman y Jarl Kulle. Sentadas, de izq. a der.: Karin Kavli, Bibi Andersson, Harriet Andersson, Gertrud Fridh, Barbro Hiort af Ornäs, Eva Dahlbeck y Mona Malm

- 1964 : För att inte tala om alla dessa kvinnor
- 1965 : Hans nåds testamente (TV)
- 1966 : Skuggan av Mart (TV)
- 1966 : Ön
- 1966 : Hotet (TV)
- 1968 : Beslut i morgondagen (TV)
- 1972-1973 : Ett resande teatersällskap (TV)
- 1978 : Grabbarna i 57:an eller Musikaliska gänget (TV)
- 1983 : Farmor och vår Herre (TV)
- 1985 : Yerma (TV)

## Teatro (selección)

### Actor
- 1928 : Hoppla, vi lever!, de Ernst Toller, dirección de Per Lindberg, Dramaten
- 1928 : Las aves, de Aristófanes, dirección de Olof Molander, Dramaten
- 1929 : Äventyret, de Gaston Arman de Caillavet y Robert de Flers, dirección de Karl Hedberg, Dramaten
- 1930 : Topaze, de Marcel Pagnol, dirección de Gustaf Linden, Dramaten
- 1931 : Fadershjärtat, de William Somerset Maugham, dirección de Alf Sjöberg, Dramaten
- 1931 : 9 till 6, de Aimée Stuart y Philip Stuart, dirección de Pauline Brunius, Teatro Oscar[7]
- 1932 : Hjältar, de George Bernard Shaw, dirección de John W. Brunius, Teatro Oscar[8]
- 1932 : Till Hollywood, de George S. Kaufman y Marc Connelly, dirección de Gösta Ekman (sénior), Vasateatern[9][10]
- 1932 : Kanske en diktare, de Ragnar Josephson, dirección de Gösta Ekman (sénior), Vasateatern[11][12]
- 1932 : Gröna hissen, de Avery Hopwood, dirección de Gösta Ekman (sénior), Vasateatern[13]
- 1932 : Broadway, de Philip Dunning y George Abbott, dirección de Mauritz Stiller, Vasateatern[14]
- 1933 : Mannen och hans omoral, de Samuel Nathaniel Behrman, dirección de Gösta Ekman (sénior), Vasateatern[15][16]
- 1933 : Högre skolan, de Ferenc Molnár, dirección de Gösta Ekman (sénior), Vasateatern[17]
- 1933 : Middag kl. 8, de George S. Kaufman y Edna Ferber, dirección de Gösta Ekman (sénior), Vasateatern[18][19][20]
- 1934 : Långfredag, de John Masefield, dirección de Per Lindberg, Vasateatern[21]
- 1934 : London City, de John van Druten, dirección de Gunnar Olsson, Vasateatern[22]
- 1934 : En hederlig man, de Sigfrid Siwertz, dirección de Alf Sjöberg, Dramaten
- 1935 : Kvartetten som sprängdes, de Birger Sjöberg, dirección de Rune Carlsten, Dramaten
- 1936 : Cassini de Paris, de Rudolf Lothar y Hans Adler, dirección de Harry Roeck Hansen, Vasateatern[23][24]
- 1936 : Den store guden Brown, de Eugene O'Neill, dirección de Per Lindberg, Vasateatern[25]
- 1936 : En dotter av Kina, de Hsiung Shih-i, dirección de Johan Falck, Blancheteatern[26]
- 1937 : Vår egen tid, de Leck Fischer, dirección de Martha Lundholm, Vasateatern[27]
- 1938 : George and Margaret, de Gerald Savory, dirección de Edvin Adolphson, Teatro Oscar[28][29]
- 1938 : Kvinnorna, de Clare Boothe Luce, dirección de Rune Carlsten, Dramaten[30]
- 1939 : Bridgekungen, de Paul Armont y Léopold Marchand, dirección de Rune Carlsten, Dramaten
- 1939 : Guldbröllop, de Dodie Smith, dirección de Carlo Keil-Möller, Dramaten
- 1940 : Medelålders herre, de Sigfrid Siwertz, dirección de Rune Carlsten, Dramaten
- 1941 : Kristina, de August Strindberg, dirección de Per-Axel Branner, Biograf Edison[31]
- 1944 : Serenad, de Staffan Tjerneld y Lajos Lajtai, dirección de Leif Amble-Naess, Teatro Oscar[32]
- 1947 : El sueño, de August Strindberg, dirección de Olof Molander, Teatro Municipal de Gotemburgo
- 1948 : Macbeth, de William Shakespeare, dirección de Ingmar Bergman, Teatro Municipal de Gotemburgo[33]
- 1949 : Brott och brott, de August Strindberg, dirección de Knut Ström, Teatro Municipal de Gotemburgo
- 1949 : Un tranvía llamado Deseo, de Tennessee Williams, dirección de Ingmar Bergman, Teatro Municipal de Gotemburgo[34]
- 1950 : Guds ord på landet, de Ramón del Valle-Inclán, dirección de Ingmar Bergman, Teatro Municipal de Gotemburgo[35]
- 1951 : Mannen du gav mig, de Clifford Odets, dirección de Ingmar Bergman, Folkparksturné[36]
- 1951 : La rosa tatuada, de Tennessee Williams, dirección de Ingmar Bergman, Östgötateatern[37]
- 1952 : La rosa tatuada, de Tennessee Williams, dirección de Ingmar Bergman, Folkparksturné
- 1952 : Kronbruden, de August Strindberg, dirección de Ingmar Bergman, Malmö stadsteater[38]
- 1952 : ¿Quién teme a Virginia Woolf?, de Edward Albee, dirección de Ingmar Bergman, Dramaten[39]
- 1964 : Tre knivar från Wei, de  Harry Martinson, dirección de Ingmar Bergman, Dramaten[40]
- 1966 : Sedan vi gått, de Lars-Levi Laestadius, dirección de Lars-Levi Laestadius, Stockholms stadsteater
- 1968 : La casa de Bernarda Alba, de Federico García Lorca, dirección de Bengt Ekerot, Stockholms stadsteater
- 1977 : Los endemoniados, de Fiódor Dostoyevski , dirección de Ernst Günther, Dramaten
- 1980 : Fysikerna, de Friedrich Dürrenmatt, dirección de Per Sjöstrand, Dramaten

### Directora
- 1950 : The big knife, de Clifford Odets, adaptación de Eva Tisell, Norrköping-Linköping stadsteater
- 1951 : Burning Bright, de John Steinbeck, adaptación de Nils Holmberg, Norrköping-Linköping stadsteater
- 1951 : Les Bonnes, de Jean Genet, adaptación de Eva Alexanderson, Norrköping-Linköping stadsteater

## Radioteatro
- 1950 : Salig överstens döttrar, de Katherine Mansfield, dirección de Gustaf Molander[41]